# 브루스반도 국립공원

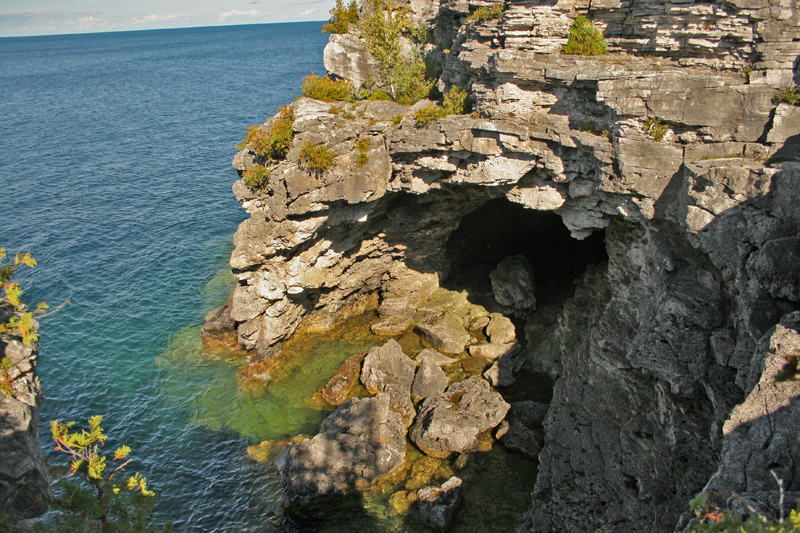

브루스반도 국립공원(Bruce Peninsula National Park)은 캐나다 온타리오주 브루스반도에 있는 국립공원이다. 나이아가라 단층애의 일부에 위치한 이 공원은 156평방 킬로미터에 달하며 남부 온타리오에서 가장 큰 보호 지역 중 하나이며 유네스코의 나이아가라 단층애 세계 생물권 보전지역의 핵심을 형성한다. 나이아가라 급경사면의 암석층과 해안선을 보호하기 위해 1987년에 설립되었다. 공원에서는 하이킹, 캠핑, 보트 타기, 조류 관찰 등 다양한 야외 활동을 즐길 수 있는 기회를 제공한다. 공원에는 쉬운 것부터 전문가까지 다양한 난이도의 트레일이 있으며 브루스 트레일(Bruce Trail)과 연결된다. 브루스반도 국립공원은 수정처럼 맑고 푸른 바닷물, 조약돌 해변, 바위 절벽, 카르스트 지형으로 유명하다.
이 공원은 일년 내내 열려 있으며 방문객들에게 일출이나 일몰, 나이아가라 급경사면의 바위, 그리고 흑곰, 다양한 종류의 새, 야생 난초, 마사사가 방울뱀 등을 포함한 야생 동물을 볼 수 있는 풍경을 제공한다.
이 공원은 다니엘 콕번이 감독하고 존 K. 샘슨(John K. Samson), 크리스틴 펠로우즈(Christine Fellows), 산드로 페리(Sandro Perri)가 작곡한 2011년 국립공원 프로젝트(National Parks Project)의 단편 영화의 주제가 되었다.
브루스반도 국립공원에는 90.7 FM에서 작동하는 날씨 및 관광 정보 스테이션 CBPS-FM이 있다. 이 역은 1990년대 중반에 개설되었다.